# Quận của tỉnh Haute-Saône
2 quận của tỉnh Haute-Saône gồm:
1. Quận Lure, (quận lỵ: Lure) với 13 tổng và 194 xã. Dân số của quận này là 107.462 người năm 1990, 106.461 người năm 1999, tăng trưởng dân số là 0.93%.
2. Quận Vesoul, (tỉnh lỵ của tỉnh Haute-Saône: Vesoul) với 19 tổng và 351 xã. Dân số của quận này là 122.188 người năm 1990, và 123.271 người năm 1999, tăng trưởng dân số là 0.89%.